# Улица Йоно Басанавичяус
У́лица Йо́но Басанавичяус (Басанавичяус, улица Йонаса Басанавичюса, лит. Jono Basanavičiaus gatvė) — улица в Вильнюсе, с 1940 года носящая имя учёного и деятеля литовского национального возрождения Йонаса Басанавичюса.
Начинается от перекрёстка с улицами Пилимо (в советское время улица Комьяунимо, ранее улица Завальная) и Траку; ведёт в западном направлении с заметным подъёмом в гору, пересекая улицы Миндауго, Альгирдо, Швитригайлос. На участке от Пилимо до Миндауго с левой южной стороны на улицу выходит улица Вингрю, несколько выше с правой северной стороны — улица Театро (в советское время улица Качалова). На участке от Миндауго до конца улицы с левой стороны на неё выходят улицы Швесос, Витянё, Муйтинес. Участок до улицы Миндауго (нечётная сторона от номера 1 до номера 13, чётная сторона от номера 2 до 14) относится к району Сянаместис (Старый город), от улицы Миндауго (нечётные номера 15—53, чётная 16—44) — к району Науяместис (Новый город). Длина улицы около 1,2 км. Покрытие от Пилимо до Театро — брусчатка, остальная часть заасфальтирована.
В прошлом была началом Троцкого тракта, ведущего в направлении Трок (ныне Тракай) и Ковно (Каунас) и далее в сторону Балтийского моря. В застройке улицы доминируют репрезентативные здания, возведённые в конце XIX века и в начале XX века. На улице располагаются жилые дома с магазинами, ателье, кафе и другими заведениями в нижних этажах, Министерство культуры Литвы и несколько других важных учреждений, один из корпусов Вильнюсского технического университета имени Гядиминаса, отделение банка „NordBank“, достойные внимания здания историко-культурного и архитектурного значения. В самой высокой точке улицы высится Романовская церковь (Jono Basanavičiaus g. 27), выстроенная к 300-летию династии Романовых (1913).

## Название

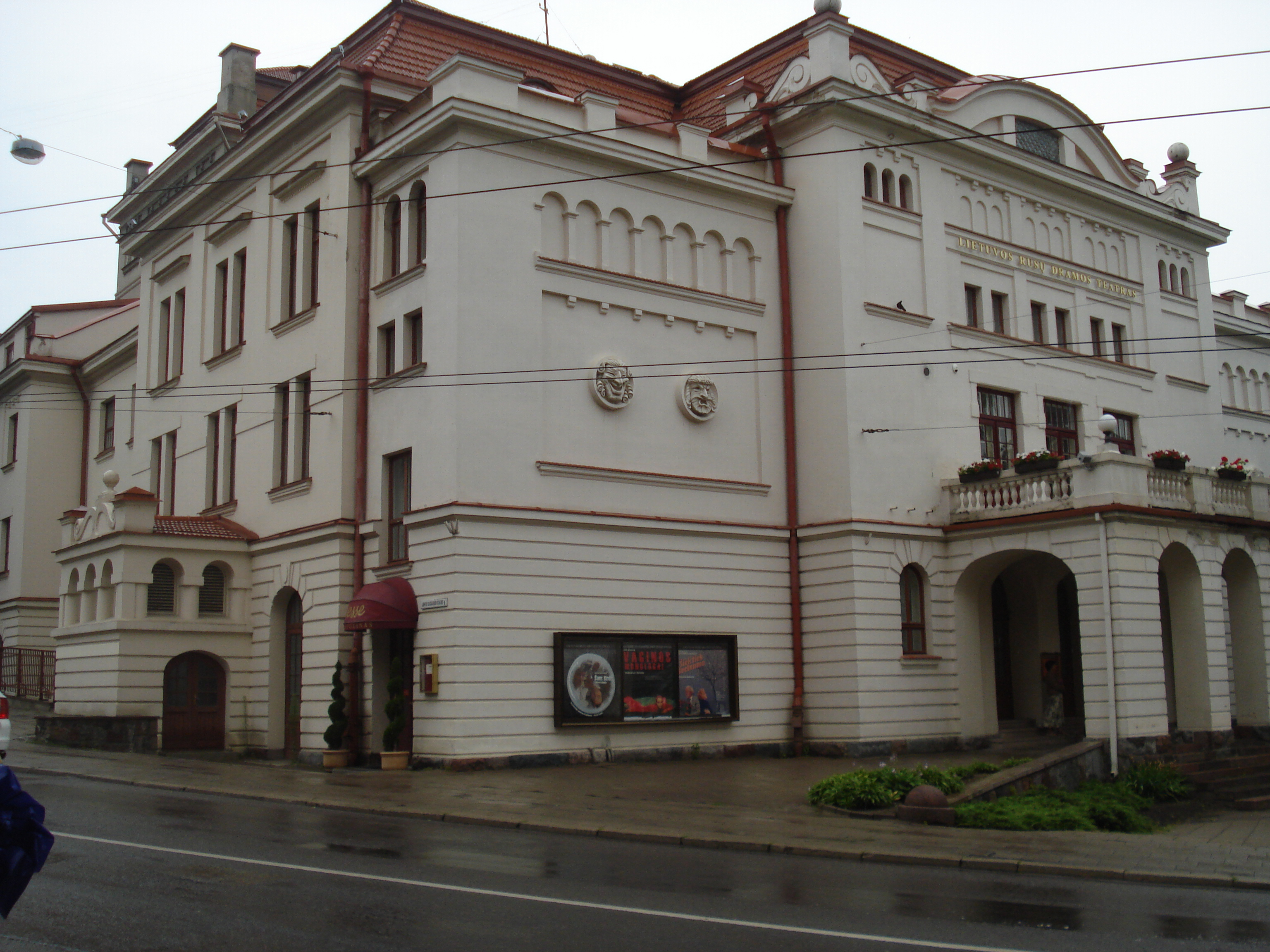
Басанавичяус 13

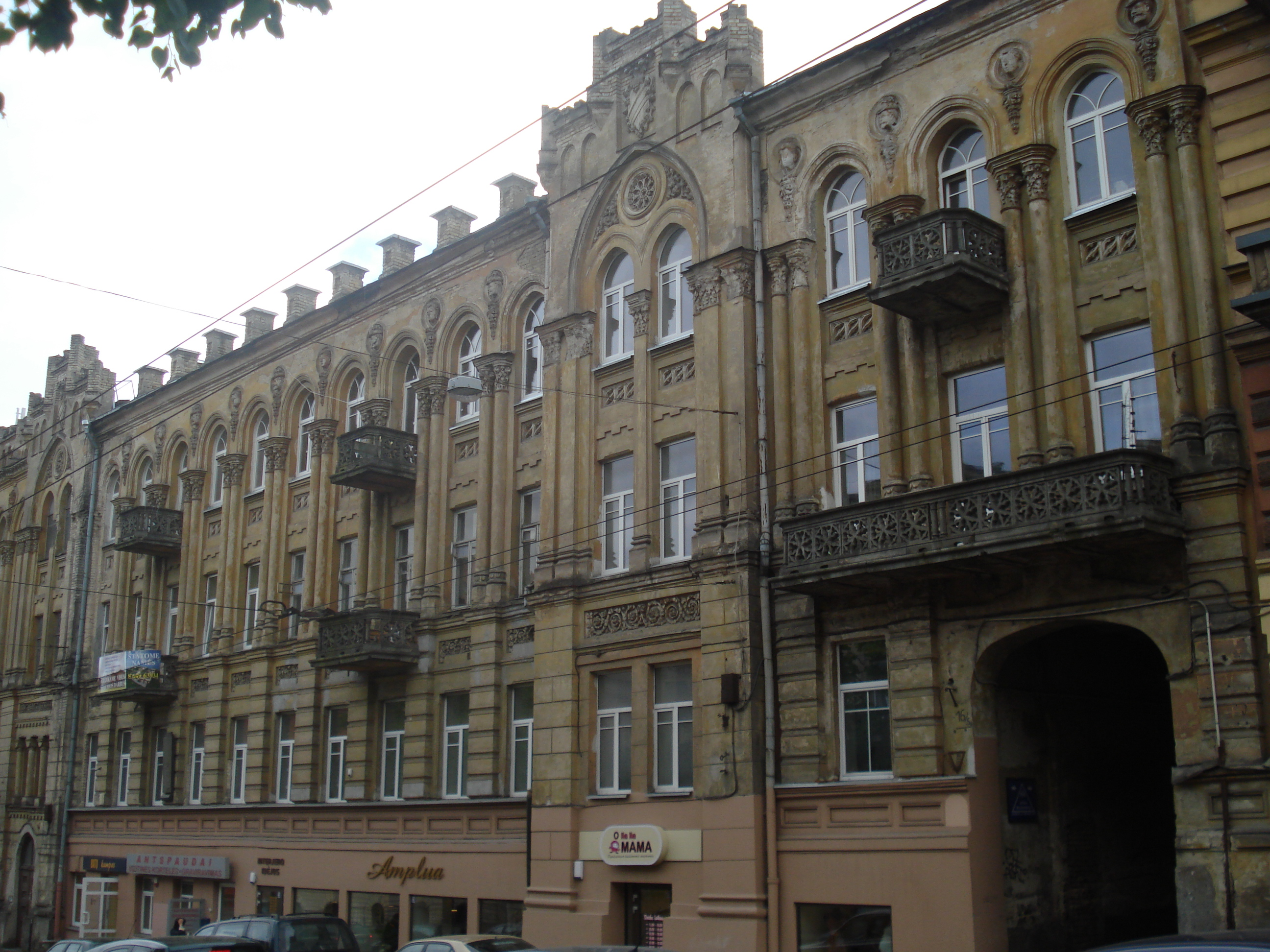
Басанавичяус 16

Традиционно носила название Большой Погулянки (пол. Wielka Pohulanka), до 1915 года официально называлась улицей Погулянской. Название укоренилось с той поры, когда улица и прилегающая местность ещё не были застроены и здесь было излюбленное место прогулок жителей города. После передачи Вильнюса Литве в 1940 году была названа именем Басанавичюса, весной 1941 года было принято решение переименовать её в проспект Сталина (а проспект Гедимина, который носил имя Сталина после Второй мировой войны, с 1952 года, тогда был назван проспектом Ленина), однако, насколько известно, решение не было реализовано.

## Достопримечательности

### Министерство культуры

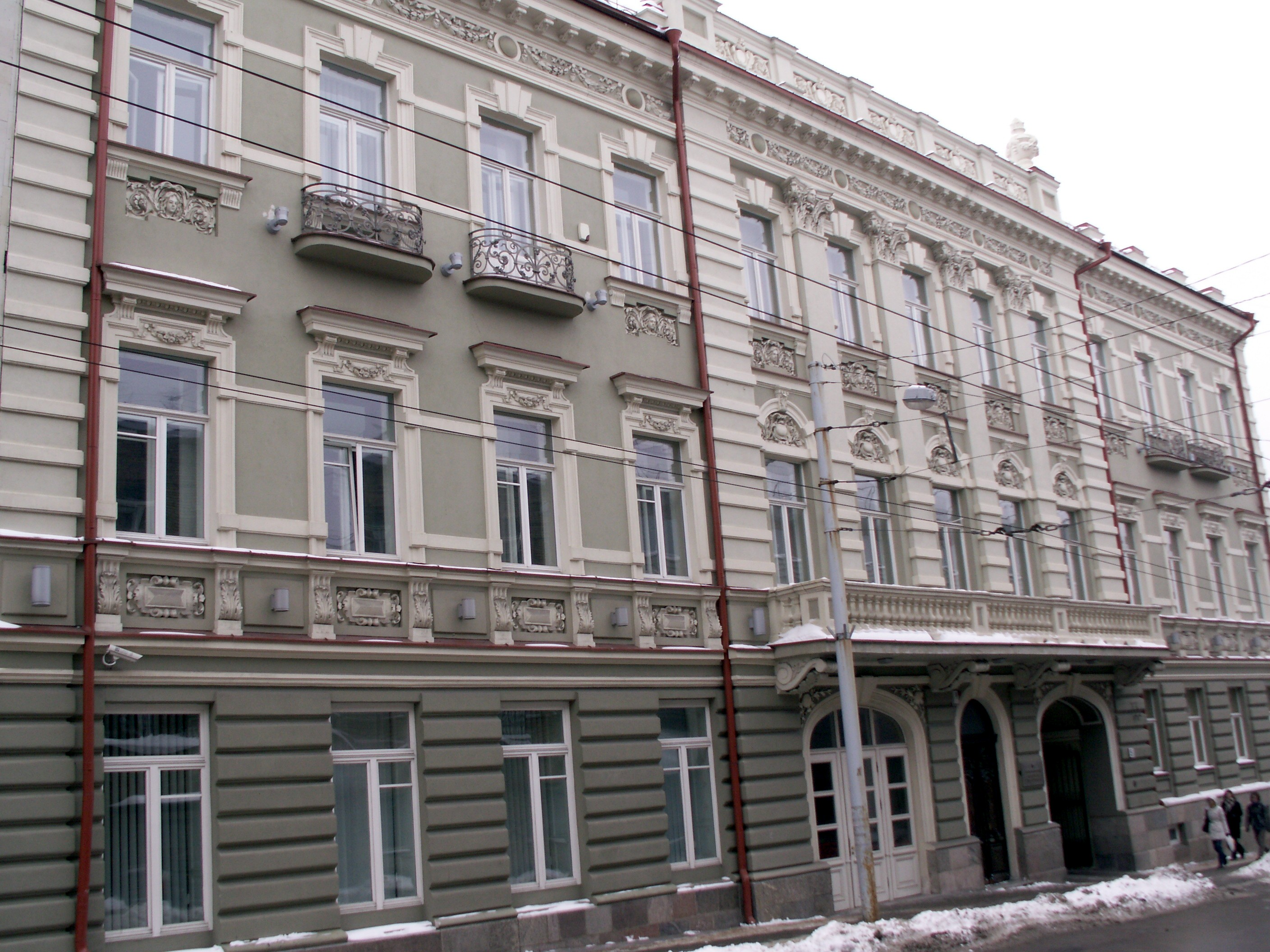
Басанавичяус 5

По правую северную сторону улицы в здании под номером 5 (Jono Basanavičiaus g. 5) располагается Министерство культуры Литвы. Здание относится к памятникам архитектуры, представляя собой один из образцов историзма. Оно построено в 1900—1901 годах по проекту архитектора и инженера Константина Короедова, воспитанника санкт-петербургского Института гражданских инженеров, для крупного промышленника, банкира и филантропа Израиля Бунимовича, владельца фабрики «Виктория». В основе конструкции здания с богато декорированным фасадом железобетон и кирпичная кладка. Оно состоит из трёхэтажного основного корпуса, который своим фасадом выходит на улицу, и двух дворовых ризалитов, стоящих вокруг полузакрытого внутреннего дворика. Двух- и четырёхэтажные ризалиты симметричны по отношению к центральной оси здания и вносят разнообразие в пространственную организацию фасада, составляя единое целое с основной массой постройки.
Главный фасад здания, выходящий на улицу, симметричен. Цокольный этаж отделан рустом. Центральную часть выделяет балкон на втором этаже, большой ордерный пилястр и пышный парапет. Небольшую асимметрию вносит находящийся с правой стороны арочный проём въезда во внутренний дворик. Слева форму проёма повторяют ниши с окнами. Фризы, парапеты, окна второго и третьего этажей обильно декорированы лепниной с растительными и геометрическими мотивами и картушами. В здании сохранилась плафонная лепка, расписанные камины, паркетная интарсия, двери с резьбой, облицованные изразцами и украшенные барельефами печи. Вестибюль украшает лестница с металлическими перилами в стиле необарокко и потолочная лепнина.
Здесь были размещены магазины в нижнем цокольном этаже с большими витринными окнами и оборудованы квартиры. В 1929 году был произведён капитальный ремонт здания. В 1945 году дом был национализирован и с 1953 года в нём расположилось Министерство культуры. В 1971 году здание реконструировалось по проекту архитектора Антанаса Кунигелиса: со стороны двора здание увеличено на один этаж, были перегорожены некоторые комнаты. При реконструкции в части помещений была удалена старая лепнина.. В 2005—2006 годах была проведена ещё одна реконструкции здания. При реконструкции 1971 года в окна лестницы были вставлены два новых витража «Праздник» из толстого цветного стекла, монтированного бетоном (1971; художник Казимерас Моркунас). Меньший витраж (1,61 х 2,85 м) располагается между первым и вторым этажом, больший (1,73х5,3 м) между вторым и третьим.

### Театр на Погулянке

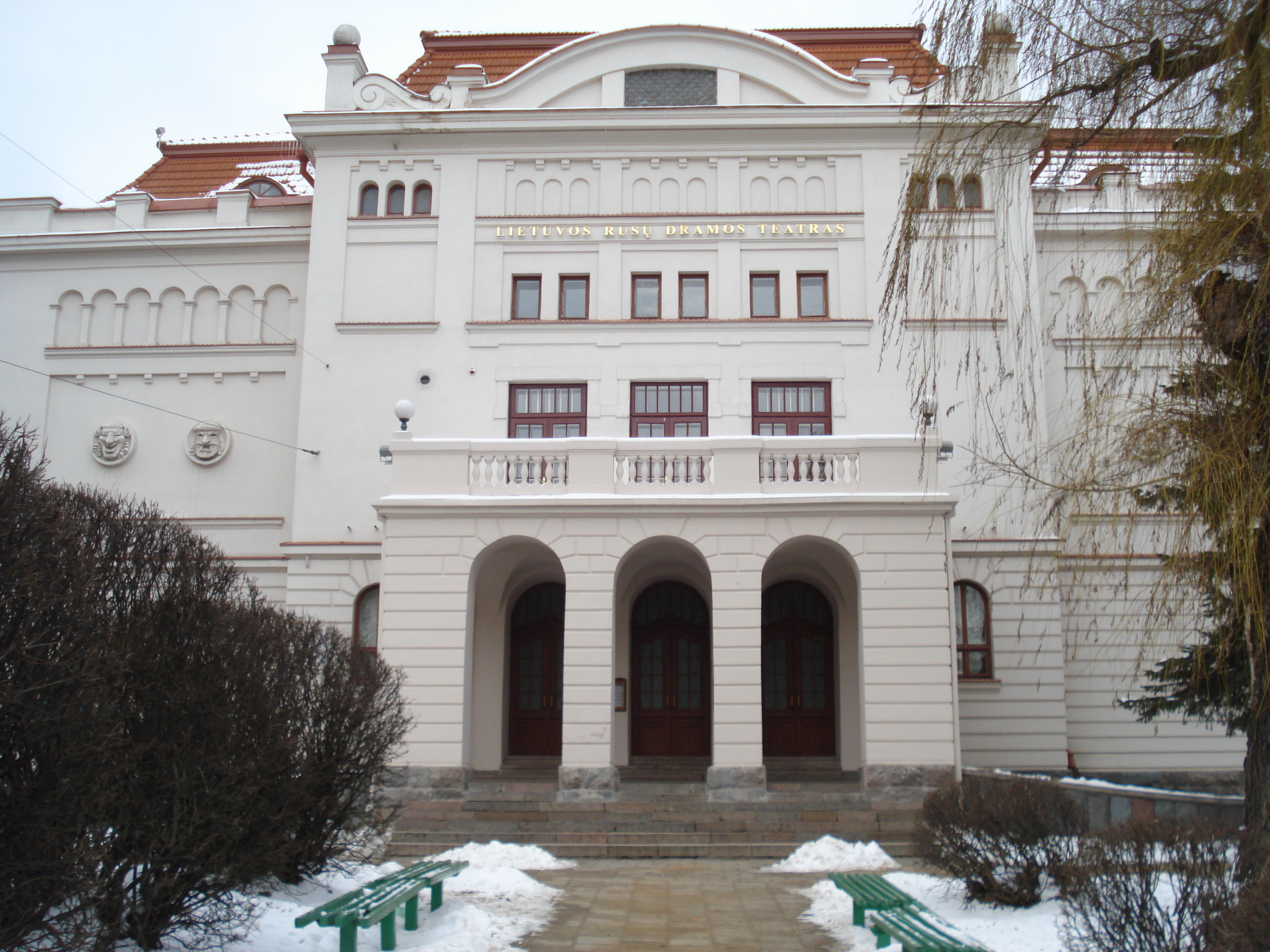
Русский драматический театр

В глубине небольшого сквера под номером 13 высится здание Русского драматического театра Литвы (Jono Basanavičiaus g. 13). Здание, известное как театр на Погулянке, — одно из наиболее значительных строений города культурного назначения. Оно было возведено для польского драматического театра в 1912—1913 годах по проекту архитекторов Вацлава Михневича и Александра Парчевского. В его архитектурном облике заметны реминисценции архитектуры барокко и романского стиля.

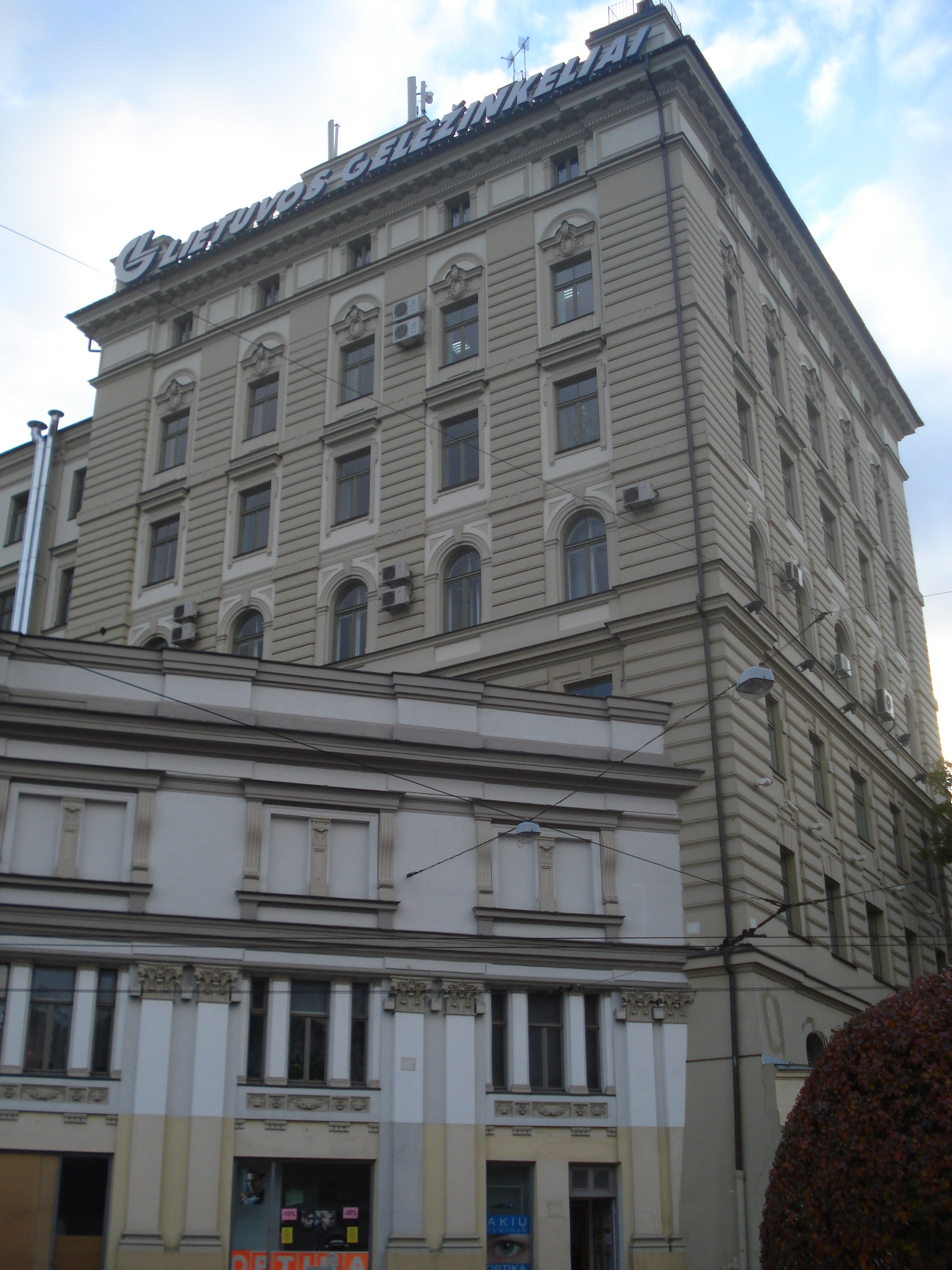
Литовские железные дороги

В 1920—1939 годах театр назывался Большим. В 1925—1929 годах в этом здании действовал польский театр «Редута» под руководством Юлиуша Остервы. В 1948—1974 годах здесь работал Государственный академический театр оперы и балета, затем Драматический театр Литовской ССР (1974—1981), позднее Молодёжный театр, в настоящее время (с 1986 года) — Русский драматический театр.

### Управление Полесских железных дорог
Напротив здания театра на углу Басанавичяус и Миндауго находится один из самых высоких до середины XX века домов в городе. В нём помещалось Управление Полесских железных дорог, после Второй мировой войны — Литовской железной дороги (ныне здание акционерного общества «Литовские железные дороги» („Lietuvos geležinkeliai“; J. Basanavičiaus g. 14 / Mindaugo g. 12).

### Мальчик с галошей

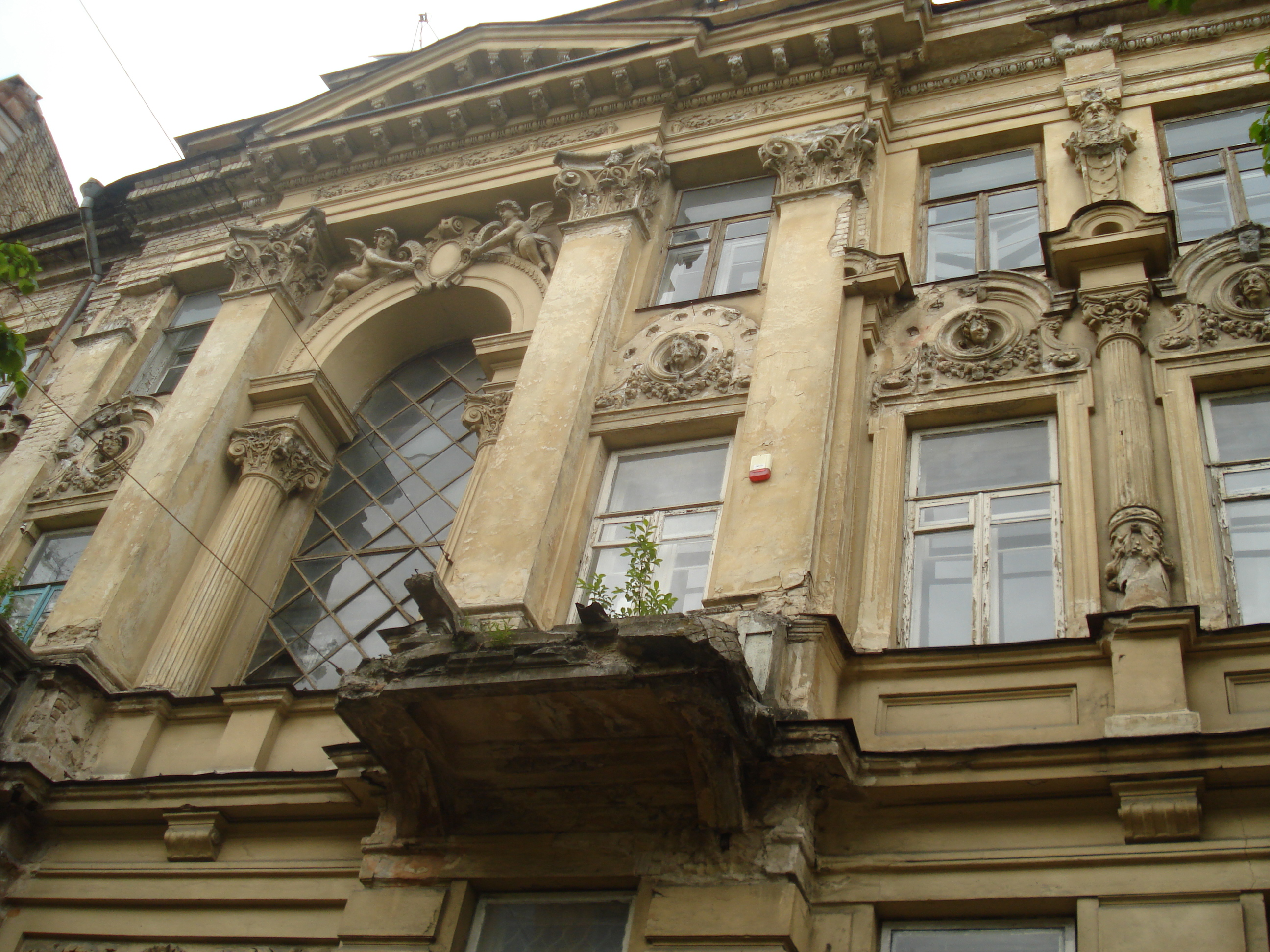
Басанавичяус 15

На небольшой площадке у перекрёстка улиц Басанавичяус и Минадуго стоит памятник французскому писателю Ромену Гари работы скульптора Ромаса Квинтаса. Бронзовая скульптура, созданная ещё в 2003 году, изображает автобиографического героя романа Гари «Обещание на рассвете» — мальчика с галошей, которую он готов съесть в доказательство своей любви. Действие романа разворачивается на Погулянке, а сам писатель жил в доме неподалёку (улица Йоно Басанавичяус 18). Памятник установлен по инициативе вильнюсского Клуба Ромена Гари при поддержке железнодорожной компании «Летувос гележинкеляй» („Lietuvos geležinkeliai“) и Фонда литваков (Litvakų fondas) и был открыт 22 июня 2007 года.

### Басанавичяус 15

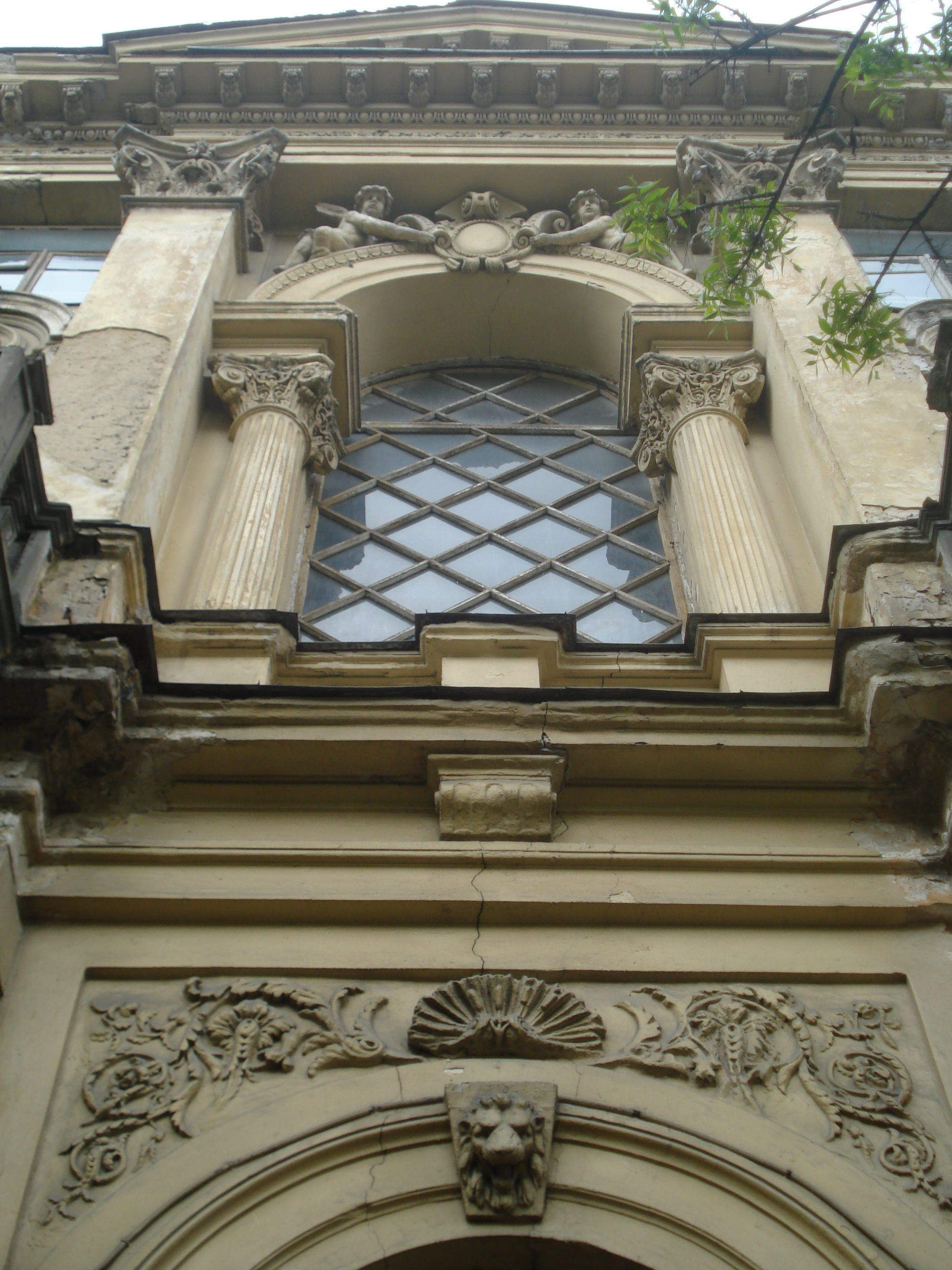
Басанавичяус 15

В доме под номером 15 после Второй мировой войны некоторое время располагался Октябрьский райисполком. Это четырёхэтажное здание необарочных форм начала конца XIX века построено в 1896—1897 годах, предположительно по проекту архитектора Тадеуша Ростворовского. Дом выделяется ясной композицией и обильным декором фасада. Две композиционные оси, проходящие по центру парадных, подчёркнуты выступами. Порталы парадных декорированы лепниной с изображениями львиных голов, раковин и арабесок. Большие окна над входом с полукруглыми арками и обрамлены пилястрами коринфского ордера, поддерживающими украшенный гирляндами антаблемент с карнизом и небольшими треугольными фронтонами. Рамы делят окна парадных на ромбы. Поверхность цоколя гладкая, а по второму этажу идёт руст. На третьем этаже в межоконные проёмы встроены тонкие полуколонны с канелюрами и коринфскими капителями. В круглых нишах между ними чередуются одинаковые скульптурные мужские и женские головки. Межоконные проёмы украшают горельефные гермы.

### Дом Янова

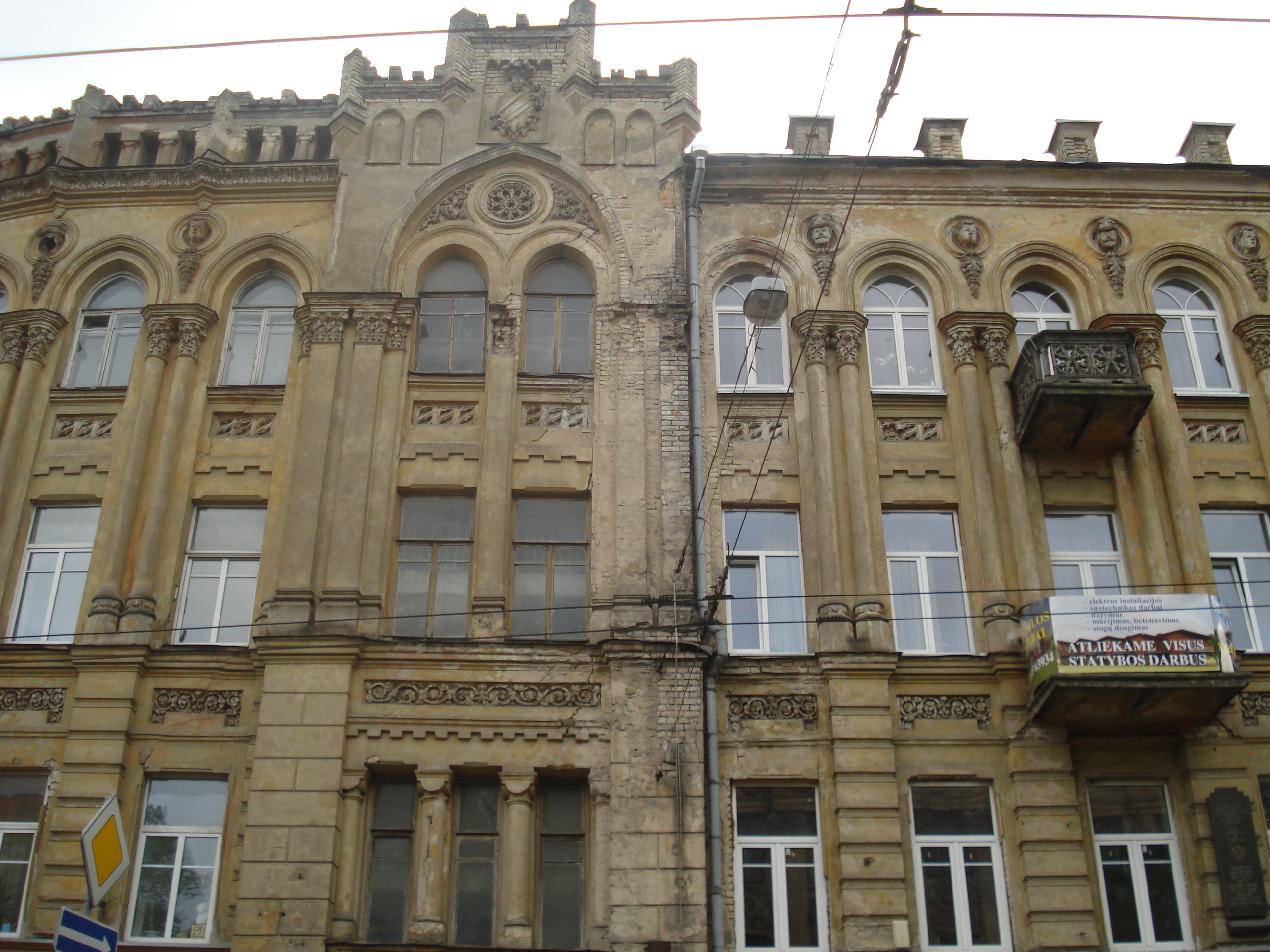
Басанавичяус 16

На противоположном углу улицы, на перекрёстке нынешних улиц Басанавичяус и Миндауго (Басанавичяус 16 / Миндауго 5), находится внушительных размеров здание в неоготическом стиле, где в 1915—1918 годах помещалась первая литовская школа в Вильнюсе (Виленская 1-я мужская гимназия). Дом построен в 1897—1900 годах по проекту Константина Короедова на углу улиц Большая Погулянка и Кавказской по заказу Янова как многоквартирный доходный дом с коммерческими заведениями в цокольном этаже. Позднее оно принадлежало известной семье виленских предпринимателей и промышленников старообрядцев Пименовых. Во время Первой мировой войны здесь в октябре 1915 года была основана литовская гимназия. Первым директором этой гимназии был известный литовский общественный и политический деятель Миколас Биржишка. В том же году гимназия перешла в ведение общества «Ритас» и с 1916 года стала называться Виленской Литовской гимназией общества «Ритас», с 1918 года — Первой Вильнюсской мужской гимназией, с 1921 года — гимназией Витаутаса Великого (уже в другом здании). В гимназии преподавали выдающиеся литовские политические деятели и деятели культуры Йонас Басанавичюс, Антанас Сметона, Александрас Стульгинскис, Йонас Вилейшис, Казис Бизаускас и другие.

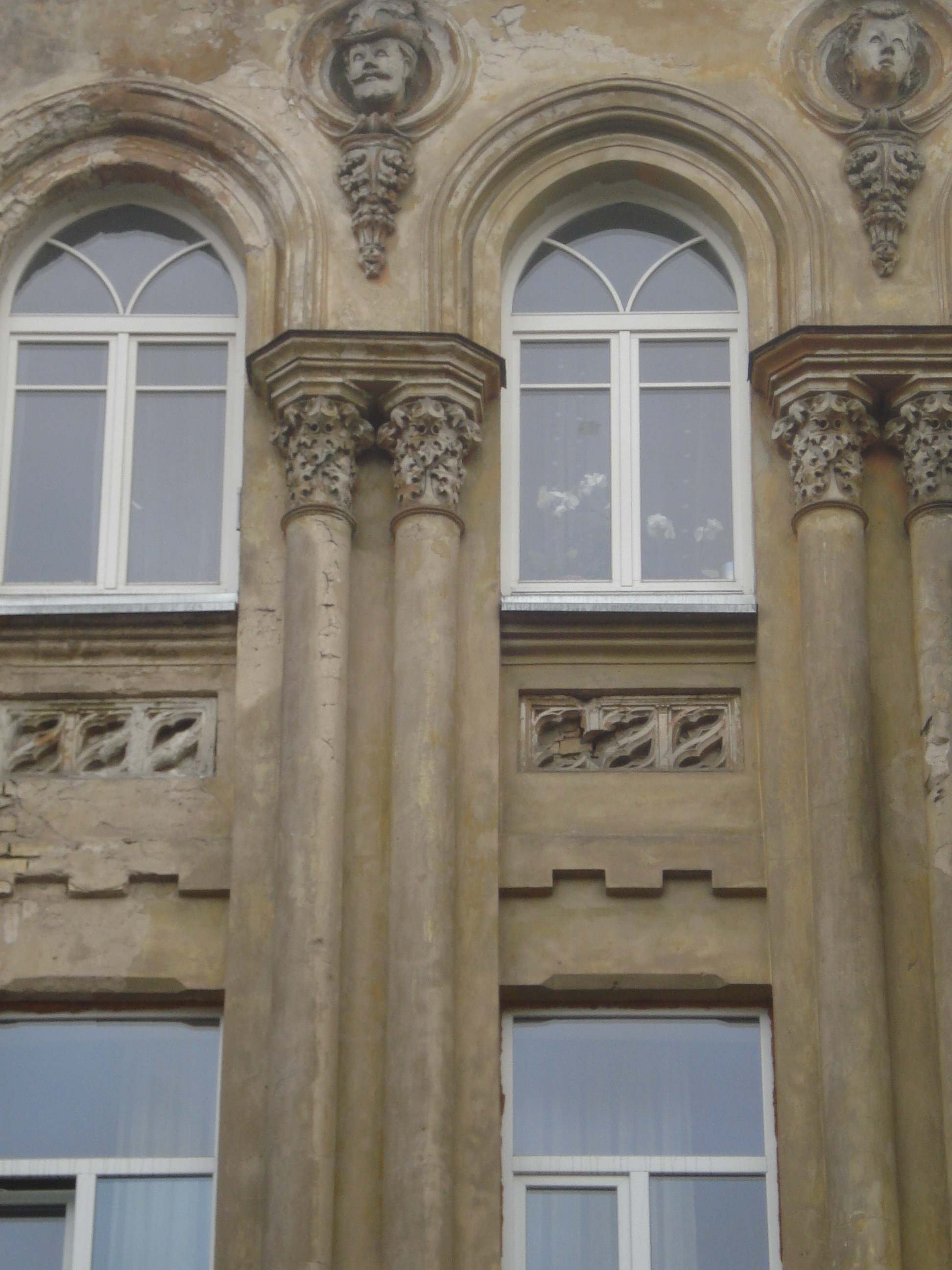
Басанавичяус 16. Деталь

После Второй мировой войны верхние этажи здания были заняты жилыми квартирами и различными учреждениями. В настоящее время в здании размещаются частные квартиры, различные учреждения (штаб-квартира Социал-демократической партии, Литовское Библейское общество, туристическое агентство и другие) и магазины.
Фасад северного корпуса с подъездом идёт вдоль улицы Басанавичяус, восточный корпус — по улице Миндауго. В декоре здания преобладают элементы неоготического стиля. Симметричность отштукатуренному фасаду придают повторяющиеся элементы: окна, расположенные в чётком ритме, и выступы в утолщенных стенах, выделяющих входы и лестницы. Среднюю (угловую) часть с двух сторон окружают выступы в стене. По горизонтали дом разделяют различно декорированные оконные бордюры. Окна цокольного, второго и третьего этажей — прямоугольные, окна четвертого этажа — в форме заострённых арок, напоминающих готическую архитектуру.
Между окнами первого этажа изображены лопасти с ленточной рустикой, оживляющей плоскость стены игрой светотени и создающей впечатление массивности здания. Верхний пролёт занимает третий и четвёртый этажи. Межоконные проёмы выделяют спаренные полуколонны с капителями, украшенными виноградным орнаментом. В округлых нишах между арочными окнами поочередно повторяются скульптурные головы мужчины и женщины. Окна на выступах в стене, более тесно сгруппированные и обрамленные общим бордюром, подчеркнуты пилястрами. Над арочными окнами четвёртого этажа размещены характерные для неоготического стиля розетки. Ступенчатые парапеты выступов украшены полукруглыми нишами, картушами, поставленными под углом башенками с зубчиками. Среднюю изогнутую часть фасада завершает парапет с прямоугольными нишами и зубчиками (сохранились не полностью).
В центральной части здания выделяются характерные небольшие балконы с каменной, украшенной розетками оградой. Элементы декора и светло-коричневый цвет кирпичного фасада ассоциируется с неоготическим стилем. Фасад здания включён в список памятников архитектуры местного значения.

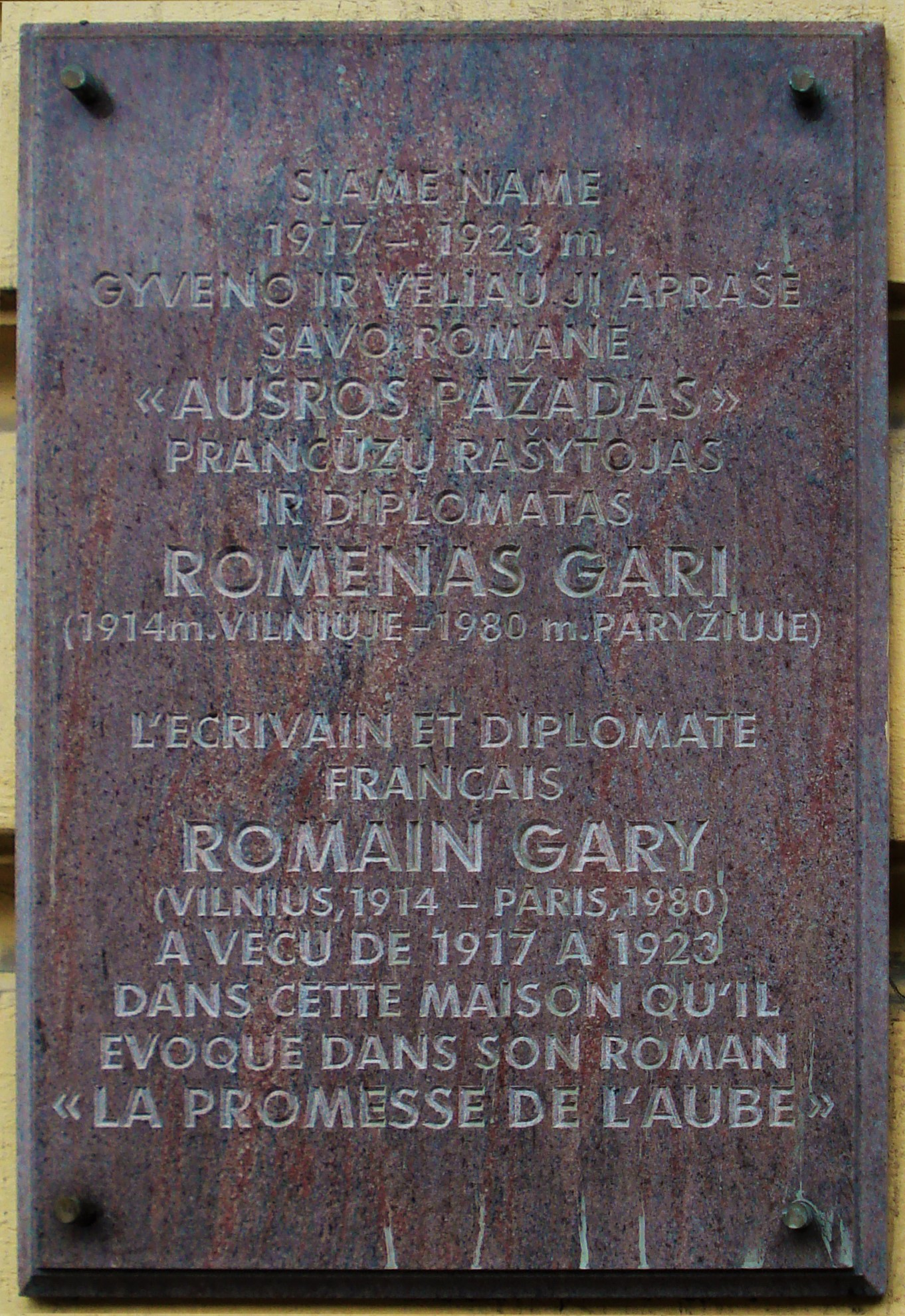
Мемориальная доска в память Ромена Гари

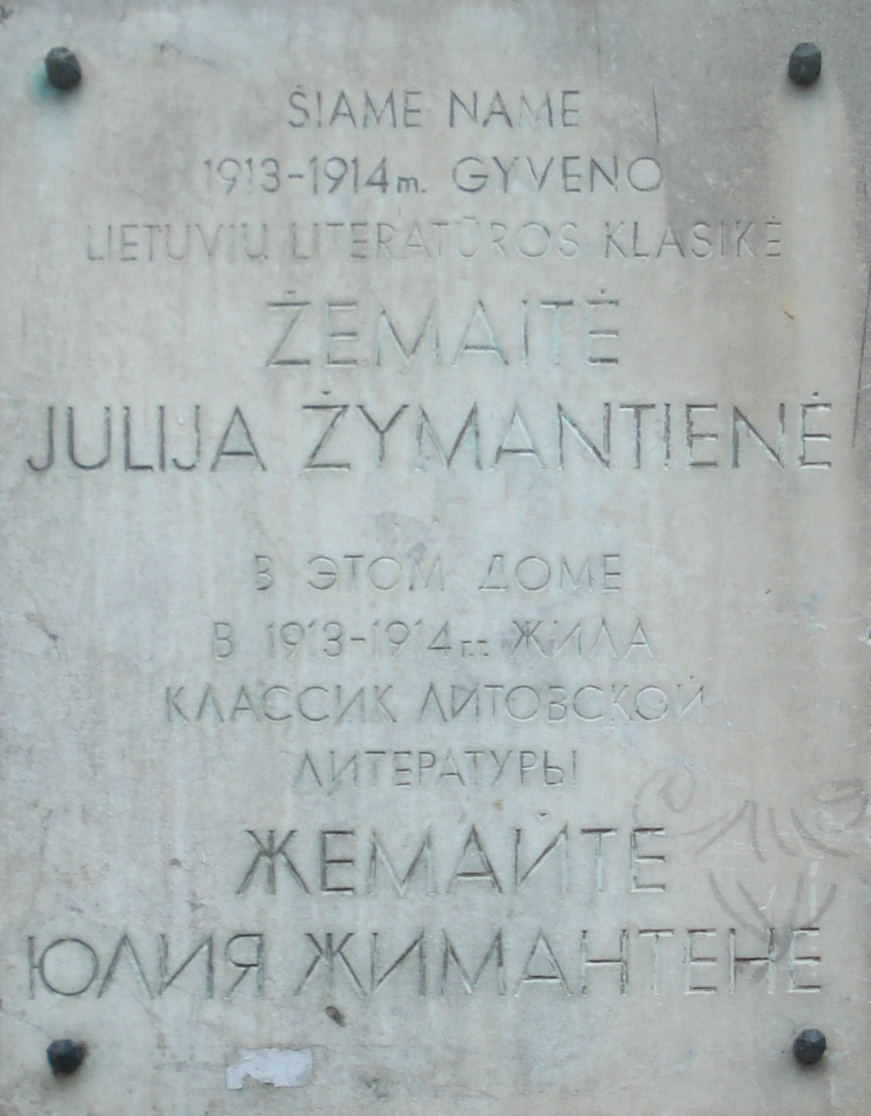
Мемориальная доска в память Юлии Жемайте

### Дом Ромена Гари
В доме под номером 18 в 1917—1923 годах жил Роман Кацев (1914—1980), ставший французским военным, дипломатом и известным писателем (Ромен Гари), дважды лауреатом Гонкуровской премии. Об этом напоминает установленная на фасаде дома мемориальная таблица с текстом на литовском и французском языках, отмечающая, что этот дом описан в его автобиографическом романе «Обещание на рассвете» („La promesse de l’aube“ (1960, русский перевод 1993).

### Дом Булоты
Построенный в стиле модерн в конце XIX века жилой дом под № 19 принадлежал известному литовскому общественному деятелю и адвокату Андрюсу Булоте (Андрей Андреевич Булат). Он избирался членом Государственной думы, состоял в партии эсеров с 1917 года, был членом Учредительного собрания.
Четырёхэтажный дом построен из кирпича и покрыт штукатуркой. Главный фасад украшен лепниной и глазурованными плитками. В 1913—1914 годах здесь жила Юлия Жемайте (квартира, в которой жила литовская писательница, не установлена). В 1961 году на стене дома была установлена мемориальная плита с надписью на литовском и русском языках. Дом значится среди памятников истории республиканского значения.

### Романовская церковь

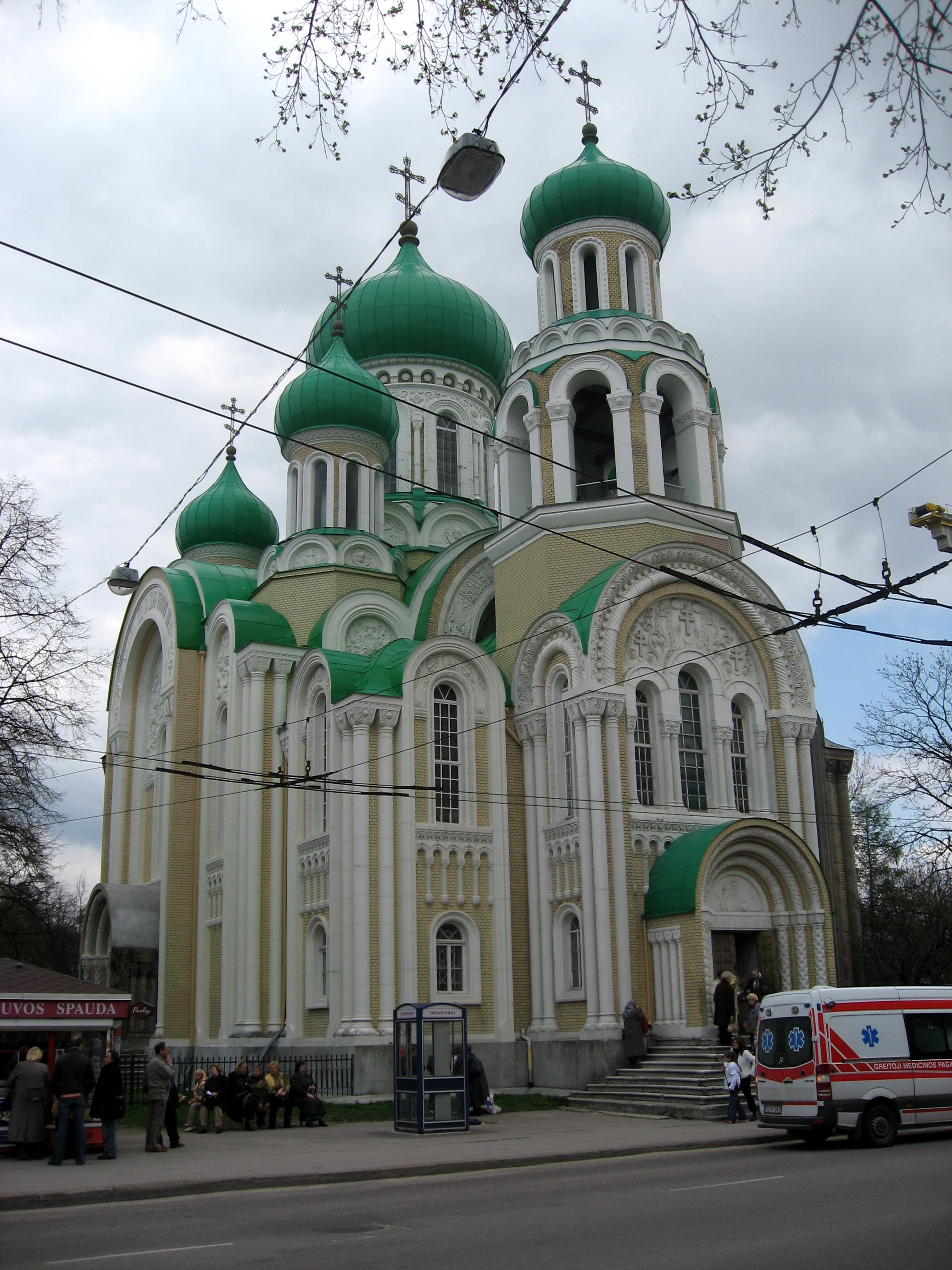
Романовская церковь

Церковь Святых Константина и Михаила (Константино-Михайловский храм) был воздвигнут в честь 300-летия Дома Романовых на Закретной площади, которая тогда была самой высокой точкой города. Храм был построен по проекту московского архитектора В. Д. Адамовича в «русском стиле», воспроизводящем древнерусский ростово-суздальский стиль. Внутри храм был расписан в древнерусском духе (до настоящее время первоначальные росписи не сохранились). Церковь во имя святого равноапостольного царя Константина и преподобного Михаила Малеина была освящена в мае 1913 года архиепископом Виленским и Литовским Агафангелом (Преображенским) в сослужении епископа Елевферия (Богоявленского), викария Ковенского, и епископа Минского и Туровского Митрофана (Краснопольского) в присутствии великой княгини Елизаветы Фёдоровны (Романовой).
Неподалёку от Романовской церкви с 1800 года находилось евангелическое кладбище. В 1950-х годов оно было ликвидировано. На его месте был устроен парк и построен Дворец бракосочетаний. От кладбища сохранился только мавзолей профессора хирургии Фридерика Нишковского (1816 или 1819). Предполагается, что на евангелическом кладбище был похоронен Шимон Конарский, казнённый в 1839 году. На месте, где он был расстрелян, в 1924 году был установлен памятный камень (на юго-запад от кладбища, рядом с улицей Вивульскё).
В доме под номером 28 с осени 1961 года помещался Вильнюсский филиал Каунасского политехнического института, ныне Вильнюсский технический институт имени Гядиминаса.

### Городская стража

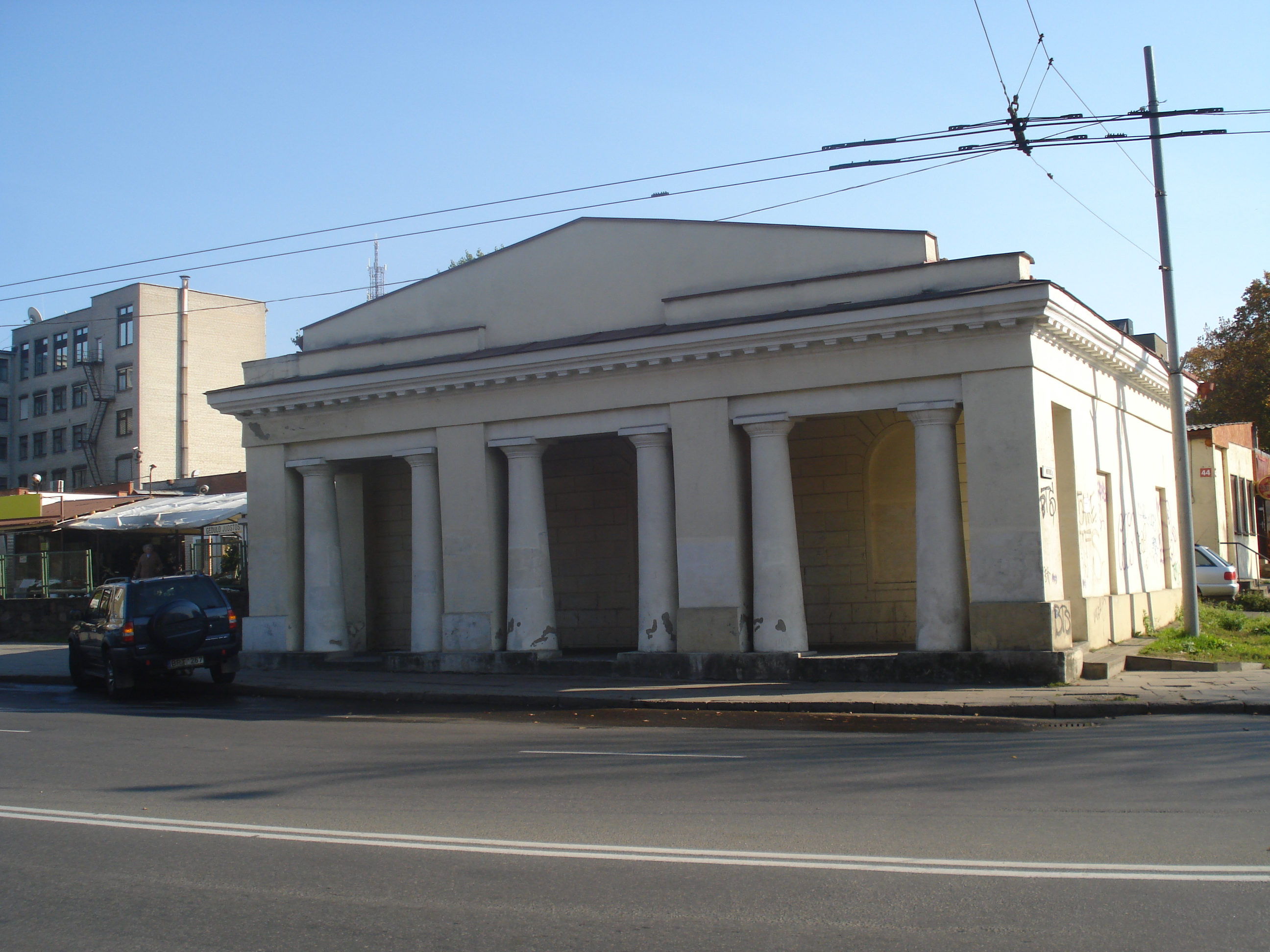
Здание городской стражи

В конце улицы Басанавичяус у перекрёстка с улицей Муйтинес (в советское время Уборявичяус) стоит здание городской стражи (Jono Basanavičiaus g. 44 / 34). Она построена на месте прежнего деревянного здания в стиле позднего классицизма (ампир) в 1819 году. Смету составил и, по-видимому, использовал типовой проект архитектора Захарова 1803 года губернский архитектор Жозеф Пусье. Рядом находились колонны, обозначающие городскую границу. Сохранилась ещё одно такое же здание на улице Лепкальнё. Здание четырёхугольное в плане, одноэтажное, с широким и низким портиком главного северного фасада. Здание кирпичное и оштукатуренное; крыша крыта черепицей. Антаблемент с высоким парапетом поддерживают четыре прямоугольных столба и шесть дорических колонн. Фасад опоясан зубчатым карнизом. Со стороны улицы перед зданием была сооружена платформа для построений солдат. Внутри находились помещения для солдат и офицеров. В 1857—1903 годах здесь находилась охраны располагавшихся поблизости военных продовольственных складов. В 1929 году в здании была устроена трансформаторная подстанция (действующая поныне), были замурованы окна и проделан вход со двора. Здание относится к памятникам архитектуры местного значения, включено в регистр культурного наследия Литовской Республики и охраняется государством

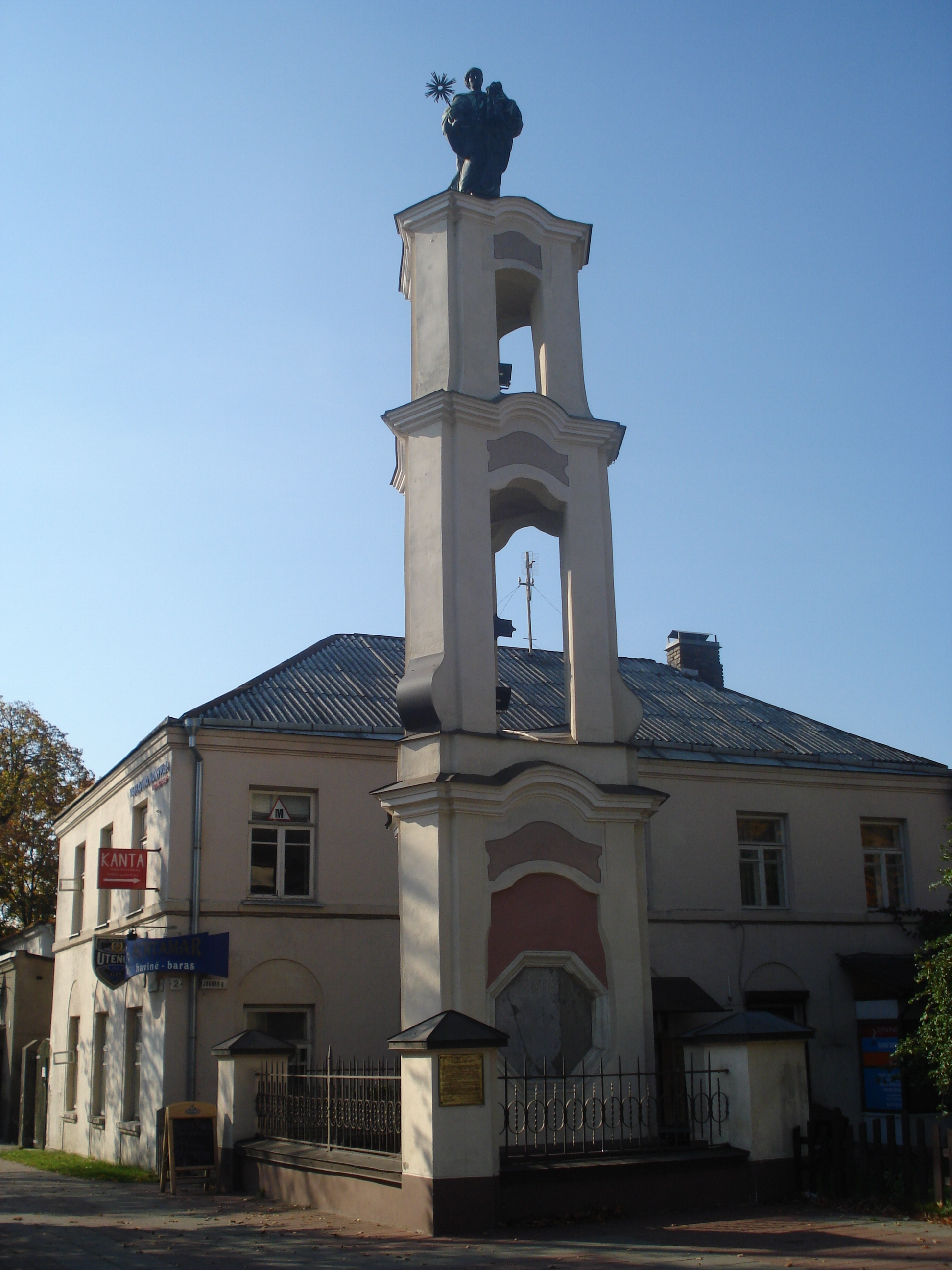
Часовня Яцека

### Часовня Святого Гиацинта
Неподалёку от бывшей городской заставы на противоположной стороне, в конце улицы, на углу улиц Конарскё и Йоваро, находится барочная часовня Святого Гиацинта (часовня Святого Яцека) оригинального треугольного плана со статуей святого наверху. Предполагается, что часовню построили в 1501 году прибывшие в город доминиканцы; в 1762 году на её месте была возведена каменная часовня с деревянной статуей святого.  Памятник архитектуры местного значения, охраняется государством.
За перекрёстком с улицами Муйтинес улица кончается. Продолжением её являются проспект Саванорю и улица С. Конарскё.
На улице Басанавичяус расположен дом, в котором герой рассказа Макса Фрая «Улица Басанавичяус (J. Basanavičiaus g.). Шесть комнат» из первого тома «Сказок старого Вильнюса» на протяжении пяти лет воссоздаёт шесть комнат, в которых ему в разное время хорошо жилось

### Басанавичяус 4
В доме по адресу Басанавичяус 4 с 1962 года до постройки современного здания в 1989 году размещался Вильнюсский планетарий.